# Repubblica Araba Unita
La denominazione Repubblica Araba Unita (in arabo الجمهورية العربية المتحدة‎?, al-Jumhūriyya al-ʿArabiyya al-Muttaḥida, RAU) rappresentava un'entità statuale creata dall'unione politica degli Stati di Siria ed Egitto, cui poco tempo dopo aderì, con una formula confederale più elastica (che prevedeva la denominazione di Stati Arabi Uniti) anche il Regno Mutawakkilita dello Yemen. L'esperimento della Repubblica Araba Unita, che si proponeva di coinvolgere anche altri Stati arabi, naufragò, tuttavia, nel 1961, quando la Siria se ne distaccò a causa delle divergenze con l'Egitto sulla linea politica che l'unione doveva adottare.

## Storia
La RAU nacque ufficialmente il 1º febbraio 1958, soprattutto grazie al grande impegno del presidente egiziano Gamal Abd el-Nasser; aveva come capitale Il Cairo, e come presidente lo stesso Nasser. Essa rappresenta uno dei tentativi di unificazione politica araba, realizzati sotto la spinta di un forte afflato panarabo, fino alla fine degli anni settanta.
Il 10 aprile 1958 la RAU adottò una bandiera basata sullo stendardo della liberazione araba, con l'aggiunta di due stelle verdi per rappresentare i due Stati. Tale bandiera ha costituito il vessillo nazionale siriano fino al 2024, anche se, naturalmente, le stelle non hanno più altro significato che quello di memoria storica. L'emblema riprendeva invece l'"aquila ayyubide" (la cosiddetta aquila di Saladino), in ricordo di una dinastia che governò congiuntamente i territori egiziani e quelli siriani.
L'Egitto, anche dopo il 1961, continuò a mantenere tale denominazione e ha utilizzato la bandiera della RAU fino al 31 dicembre 1971. La Siria invece, dopo il distacco dalla RAU, riadottò per un breve periodo (1961-1963) la bandiera che aveva usato fino all'Unione con l'Egitto, per poi recuperare nel 1963 la bandiera della RAU come proprio vessillo nazionale. Così dal 1963 al 1972 Siria ed Egitto, benché non più uniti in un unico Stato, utilizzarono la medesima bandiera e il medesimo stemma. Solo a partire dal 1972 l'Egitto modificò la sua denominazione, definendosi Repubblica Araba d'Egitto, cambiando anche bandiera e stemma di Stato. La Siria invece mantenne la bandiera della RAU, conosciuta da quel momento come bandiera nazionale siriana fino alla caduta del regime di Assad nel dicembre 2024.

## Sport
Anche a livello sportivo le nazionali furono uniche, partecipando a vari tornei olimpici.